# Deklaracija o neodvisnosti Baškortostana
Deklaracija o neodvisnosti Baškortostana je dokument kjer je zapisana izjava o politični in gospodarski avtonomnosti Baškirske avtonomne sovjetske socialistične republike (BASSR) od Sovjetske zveze. Deklaracija je bila sprejeta 11. oktobra 1990 na tretjem zasedanju Vrhovnega sovjeta BASSR. Nekdanja Baškirska ASSR je danes Republika Baškortostan, republika Ruske federacije .

## Zgodovina deklaracije
Ruski parlament je 12. junija 1990 sprejel Deklaracijo o neodvisnosti Rusije. 
Z ustanovitvijo Vrhovnega sveta BASSR, ki je začel s pripravo Deklaracije o neodvisnosti Baškirske SSR, se je začela razprava o položaju Baškortostana v Sovjetski zvezi in Ruski federaciji. Konec julija 1990 sta bila razvita dva osnutka deklaracije. 2. avgusta 1990 so osnutka predstavili poslancem ZSSR in BASSR. 
Dne 10. avgusta 1990 so v časopisih objavili več projektov z namenom javne razprave, med njimi so bili osnutki, ki so jih pripravili učenjaki L. Sh. Gumerova, ZI Enikeew, AN Timonin in FZ Yusupov. 
11. oktobra 1990 so na tretjem zasedanju Vrhovnega sovjeta Baškirske ASSR sprejeli Deklaracijo o neodvisnosti republike.

## Državni praznik
11. oktober se v Baškortostanu praznuje kot Dan republike. To je državni praznik - Dan deklaracije o neodvisnosti republike. Praznik je odobril Vrhovni svet Republike Baškortostan 27. februarja 1992. Dan republike je poleg drugih državnih praznikov, kot so Eid al-Fitr, Eid al-Adha in Dan ustavnosti Baškortostana, dela prost dan. 

## Poglej tudi
- Razpad ZSSR
- Ustava Republike Baškortostan